# Cung Nguyên vương hậu
Cung Nguyên Vương hậu (18 tháng 7 năm 1298 - tháng 1 năm 1380) còn được gọi là Minh Đức Đại phi là vương hậu của Trung Túc Vương và là thân mẫu của Trung Huệ Vương và Cung Mẫn Vương. Bà xuất thân từ gia tộc Nam Dương Hồng thị.

## Tiểu sử
Bà sinh năm 1298 và là con gái thứ năm của Hồng Khuê và Quang Châu Kim thị. Thứ phi Sunhwa, một trong những phi tần của Trung Tuyên Vương là chị gái của bà. Năm 1313, bà thành thân với Trung Túc Vương và được phong Phi, hiệu là Đức, nên đôi khi người ta gọi bà là Đức phi.
Năm 1315, bà hạ sinh vương tử đầu lòng,tức Trung Huệ Vương sau này.
Năm 1330, bà hạ sinh vương tử thứ hai,tức Cung Mẫn Vương sau này. Trung Túc Vương, người được phép trở về Cao Ly vào năm 1325, đã nhường ngôi cho Trung Huệ Vương vào năm 1330 nhưng đã được phục vị sau hai năm, sau việc Trung Huệ Vương bị vua Nguyên phế truất. Bà đã đối đầu với Shin Don và thường xuyên đưa ra ý kiến về các chính sách cải cách triệt để của Cung Mẫn Vương.
Sau khi biết chuyện Cung Mẫn Vương giết một số người hầu đang cản trở chính sách cải cách, bà đã khiển trách Cung Mẫn Vương. Khi Shin Don bị giết, mối quan hệ giữa bà và con trai đã được hàn gắn. Năm 1380,bà qua đời.

## Gia quyến
- Thân phụ: Hồng Khuê (1242 - 23 tháng 6 năm 1316) (홍규)
- Thân mẫu: Quang Châu Kim thị (김씨)
- Chị gái: Nguyên phi Sunhwa của gia tộc Nam Dương Hồng thị (? - 13 tháng 8 năm 1306) (화원 비 홍씨)
- Phối ngẫu: Trung Túc Vương (30 tháng 7 năm 1294 - 3 tháng 5 năm 1339) (충숙왕) 
  - Trưởng tử: Trung Huệ Vương (22 tháng 2 năm 1315 - 30 tháng 1 năm 1344) (충혜왕) 
    - Trưởng tức: Đức Ninh Công chúa (? - 1375) (공주)

  - Thứ tử: Cung Mẫn Vương (23 tháng 5 năm 1330 - 27 tháng 10 năm 1374) (공민왕) 
    - Thứ tức: Nhân Đức Vương hậu (? - 8 tháng 3 năm 1365) (왕후)